# Леметь (притока Теші)
Леметь — річка в Росії, протікає в Ардатовському та Кулебацькому районах Нижньогородської області. Гирло річки знаходиться за 116 км по лівому берегу річки Теша. Довжина річки становить 43 км, площа басейну — 386 км². На річці стоїть місто Ардатов.
Витік річки біля села Журелейка за 8 км на північний захід від міста Ардатов. Верхня і середня течія річки проходять по Ардатовського району, нижня — по Кулебацькому. Річка тече на північний схід, потім на північний захід. Протікає село Кужендеєво, нижче якого тече територією міста Ардатов. У межах міста на річці гребля та загата. Нижче Ардатова протікає села Леметь і Туркуші. Впадає в Тешу нижче селища Грем'ячево.

## Притоки (км від гирла)
- Мілява (ліва притока)
- 15 км: Ужовка (ліва притока)
- 30 км: Сіязьма (ліва притока)

## Дані водного реєстру
За даними державного водного реєстру Росії відноситься до Окського басейнового округу, водогосподарська ділянка річки — Теша від витоку і до гирла, річковий підбассейн річки — Басейни приток Оки від Мокші до впадання у Волгу. Річковий басейн річки — Ока.
За даними геоінформаційної системи водогосподарського районування території РФ, підготовленої Федеральним агентством водних ресурсів:
- Код водного об'єкта в державному водному реєстрі — 09010300212110000030618
- Код по гідрологічній вивченості (ГІ) — 110 003 061
- Код басейну — 09.01.03.002
- Номер тома по ГІ — 10
- Випуск за ГІ — 0